# Halteromyces
Halteromyces är ett släkte av svampar. Halteromyces ingår i familjen Cunninghamellaceae, ordningen Mucorales, divisionen oksvampar och riket svampar.
|              | Cunninghamella                          |
|              |                                         |
|              | Chlamydoabsidia                         |
|              |                                         |
|              | Gongronella                             |
|              |                                         |
|              | Hesseltinella                           |
|              |                                         |
| Halteromyces | \| \| Halteromyces radiatus \| \| \| \| |
|              | \| \| Halteromyces radiatus \| \| \| \| |
|              | Halteromyces radiatus                   |
|              |                                         |

|  | Halteromyces radiatus |
|  |                       |